# Marshall Hall-sejtés
A Marshall Hall-sejtés a négyzet- és a köbszámok távolságával foglalkozik. Azt állítja, hogy a nem hatodik hatványok esetén a négyzet- és a köbszámok egymástól bizonyos távolságra esnek. A Mordell-egyenlettel és az elliptikus görbék egész pontjaival kapcsolatban vetődött fel.
A sejtés gyenge formája:
{\displaystyle C(n){\sqrt {n}}<|m^{2}-n^{3}|}
ahol C(n) egy egynél kisebb exponenciális tényező, ami tart az egyhez, ha n → ∞. Ekkor minden ε > 0-ra
{\displaystyle c(\varepsilon )n^{1/2-\varepsilon }<|m^{2}-n^{3}|.\,}
A sejtés erős formájában a bal oldalt {\displaystyle {\sqrt {n}}} konstansszorosa helyettesíti. Ezt a formát vetette fel eredetileg Marshall Hall 1970-ben.
A gyenge forma az abc-sejtés következménye. Más hatványokra általánosítva a Pillai-sejtéshez jutunk.